# الشماسية
الشماسية هي قريه في الأسياح التابعة لمنطقة القصيم.

## الموقع
تقع شرقي مدينة بريدة وتبعد مسافة حوالي 35 كيلومترا تقريباً من الجردة وسط بريدة. وهي واجهة منطقة القصيم الشرقية. ويحدها من الشرق الجبال ومن الغرب النفود. استفادت الشماسية من موقعها حيث أن طريق الرياض المجمعة، الزلفي، بريدة يمر بها ويخترقها من الجنوب إلى الشمال.

## التسمية
تنسب "الشماسية" في تسميتها إلى عشيرة آل شماس وهي عشيرة من الأمراء من فخذ الوداعين من قبيلة الدواسر الذين لجؤ اليها بعد تخريب الأمير حجيلان بن حمد التميمي لبلدتهم الشماس سنة ١١٩٦ ، ويطلق أهالي المنطقة على مدينتهم أسم "المداء" المأخوذ من مدهم لبعضهم عند الحاجة للفزعة  وقيل من الامتداد حيث أن المدينة تمتد طولًا على شكل شريط يزيد على سبعة عشر كيلومتر، ومن أسمائها الحديثة أيضًا "الوادي الأخضر" و"بوابة القصيم الشرقية".

## السكان
بلغ عدد سكان محافظة الشماسية (7,818) نسمة حسب تعداد السعودية 2022، عدد السعوديين (6,179) نسمة، وغير السعوديين (1,639) نسمة.

## التاريخ
كتب لوريمر في حوالي مطلع القرن الرابع عشر الهجري في كتابه دليل الخليج أن الشماسية على بعد 18ميلاً جنوب شرق بريدة وبها 100منزل لخليط من العرب معظمهم من الدواسر والقرية مسورة وبها ستة محلات تجارية وثلث المنازل ذات طابقين.
وقد مرَّ «باركلي» في عام 1328هـ 1912م بالشماسية وكان معجباً بالتغاير في المظهر الطبيعي بين الجبال من ناحية الشرق والرمال من ناحية الغرب.

## التعليم
أنشئت أول مدرسة في الشماسية في عام 1368هـ وكان يطلق عليها المدرسة السعودية وأول مدير لها هو محمد بن سليمان المقبل.